# Карасёво (станция)
Карасёво — железнодорожная станция на неэлектрифицированной однопутной линии Голутвин — Озёры, являющейся тупиковым ответвлением от Рязанского направления Московской железной дороги. Расположена в Коломенском городском округе Московской области в 2,5 км от с. Большое Карасёво. 
Единственная станция на линии, не считая собственно конечных станций Голутвин и Озёры.
Расстояние от станции Голутвин — 20 км. Путевое развитие станции включает 3 пути, в том числе подъездной путь на воинскую часть в/ч 55443-МГ, расположенную в посёлке Лесной. Регулярно используется только один путь. Одна низкая, боковая платформа, сигнализация не работает. В западной горловине станции располагается неохраняемый железнодорожный переезд. Пропускная способность станции — 4—5 поездов в сутки. Билетные кассы и турникеты отсутствуют.